# Stadland
Stadland település Németországban, azon belül Alsó-Szászország tartományban. Lakosainak száma 7514 fő (2023. december 31.).

## Népesség
A település népességének változása:
| Lakosok száma | 7462 | 7511 | 7441 | 7428 | 7489 | 7528 | 7514 |
|               | 2012 | 2016 | 2017 | 2019 | 2021 | 2022 | 2023 |